# Udo Reichl

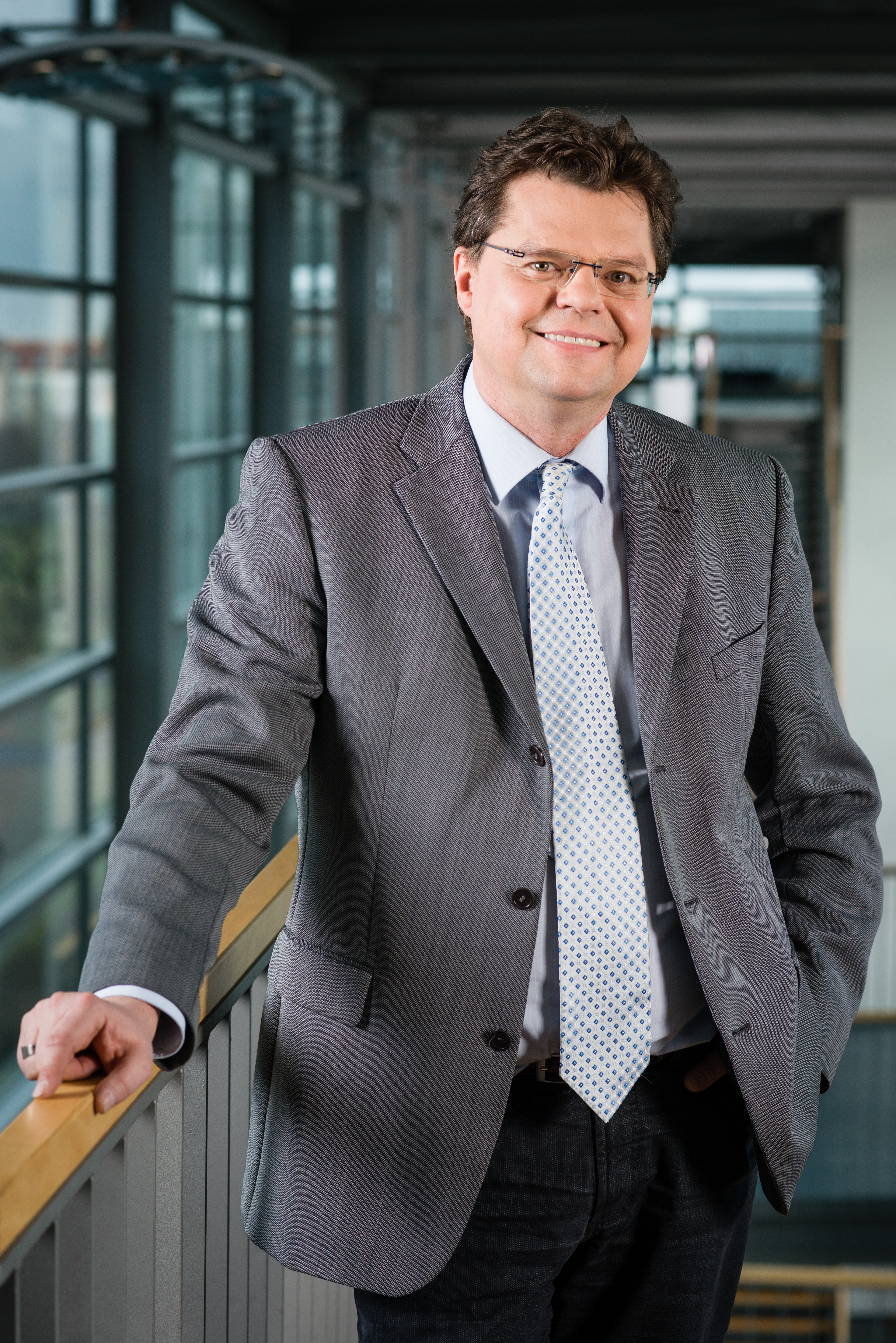
Udo Reichl, 2013

Udo Reichl (* 22. Oktober 1959 in Kaufbeuren) ist ein deutscher Biotechniker. Er ist Direktor am Max-Planck-Institut für Dynamik komplexer technischer Systeme in Magdeburg und Inhaber des Lehrstuhls für Bioprozesstechnik an der Otto-von-Guericke-Universität Magdeburg.

## Leben und Wirken
Nach einem Studium der Biologie an der Universität des Saarlandes promovierte Udo Reichl 1991 am Institut für Systemdynamik und Regelungstechnik an der Universität Stuttgart. Im Jahr 1993 übernahm er die Abteilungsleitung Virusproduktion im Pharma- und Biotechnologieunternehmen Pitman-Moore GmbH in Burgwedel. Von 1996 bis 1999 war Udo Reichl stellvertretender Herstellungsleiter im human- und tierpharmazeutischen Unternehmen Mallinckrodt Vet GmbH bzw. Essex Animal Health Burgwedel. Seit 1999 hat Udo Reichl die Professur für Bioprozesstechnik an der Otto-von-Guericke-Universität Magdeburg inne.
Im Jahr 2000 wurde Udo Reichl zum Direktor der Abteilung System- und signalorientierte Bioprozesstechnik am Max-Planck-Institut Magdeburg und zum Wissenschaftlichen Mitglied der Max-Planck-Gesellschaft berufen. Seit ihrer Eröffnung im Oktober 2007 bis August 2013 war Udo Reichl Sprecher der International Max Planck Research School IMPRS for Advanced Methods in Process and Systems Engineering (IMPRS ProEng).

## Forschungsinteressen
- Bioprozesstechnik (Säugerzellen, Hefen, Bakterien)
- Downstream Processing (Separation, Chromatographie)
- Überwachung und Regelung von Bioprozessen
- Mathematische Modellbildung und Simulation
- Virale Impfstoffe

## Wissenschaftliche Auszeichnungen, Ehrungen & Mitgliedschaften
| Jahr      | Position                                                                                               |
| --------- | --- |
| seit 2013 | Mitglied der Sächsischen Akademie der Wissenschaften zu Leipzig, Leipzig                               |
| seit 2009 | Mitglied des Vorstandes der DECHEMA – Gesellschaft für Technik und Biotechnologie e.V., Frankfurt/Main |
| seit 2007 | Koordinator des MPG/CNRS „European Networks in Systems Biology“                                        |
| seit 2004 | Mitglied des Gründungskomitees des MPG-CAS Instituts „Computational Biology“, Shanghai, China          |
| 2003–2010 | Mitglied der Perspektivenkommission der Chemisch-Physikalisch-Technischen Sektion, MPG                 |
| seit 2001 | Beiratsmitglied: Engineering in Life Science                                                           |

Quelle:

## Veröffentlichungen (Auswahl)
- Liste der Publikation auf der Webseite der Otto-von-Guericke Universität